# Myrciaria dubia
Myrciaria dubia – gatunek rośliny z rodziny mirtowatych. Popularna międzynarodowa nazwa handlowa: camu camu. Pochodzi z tropikalnych obszarów Ameryki Południowej z dorzecza Amazonki. Rośnie na obszarach bagnistych lub okresowo zalewanych.

## Morfologia
PokrójWolno rosnący krzew, osiągający 2–3 m wysokości.
LiścieDuże, pierzaste.
KwiatyNiewielkie, białe.
OwoceOkrągłe, w odcieniach żółtego, pomarańczowego i czerwonego, wielkości cytryny.

## Zastosowanie
- Owoce są jadalne, lecz bardzo kwaśne. Ze względu na cierpki smak rzadko spożywane na surowo, lecz wykorzystywane są głównie na przetwory, do produkcji lodów, soków itd. Zawierają niezwykle dużo witaminy C, więcej niż jakiekolwiek inne owoce, włączając dziką różę[5]. Z tego względu prowadzi się próby wprowadzenia upraw przemysłowych[6].

## Przypisy

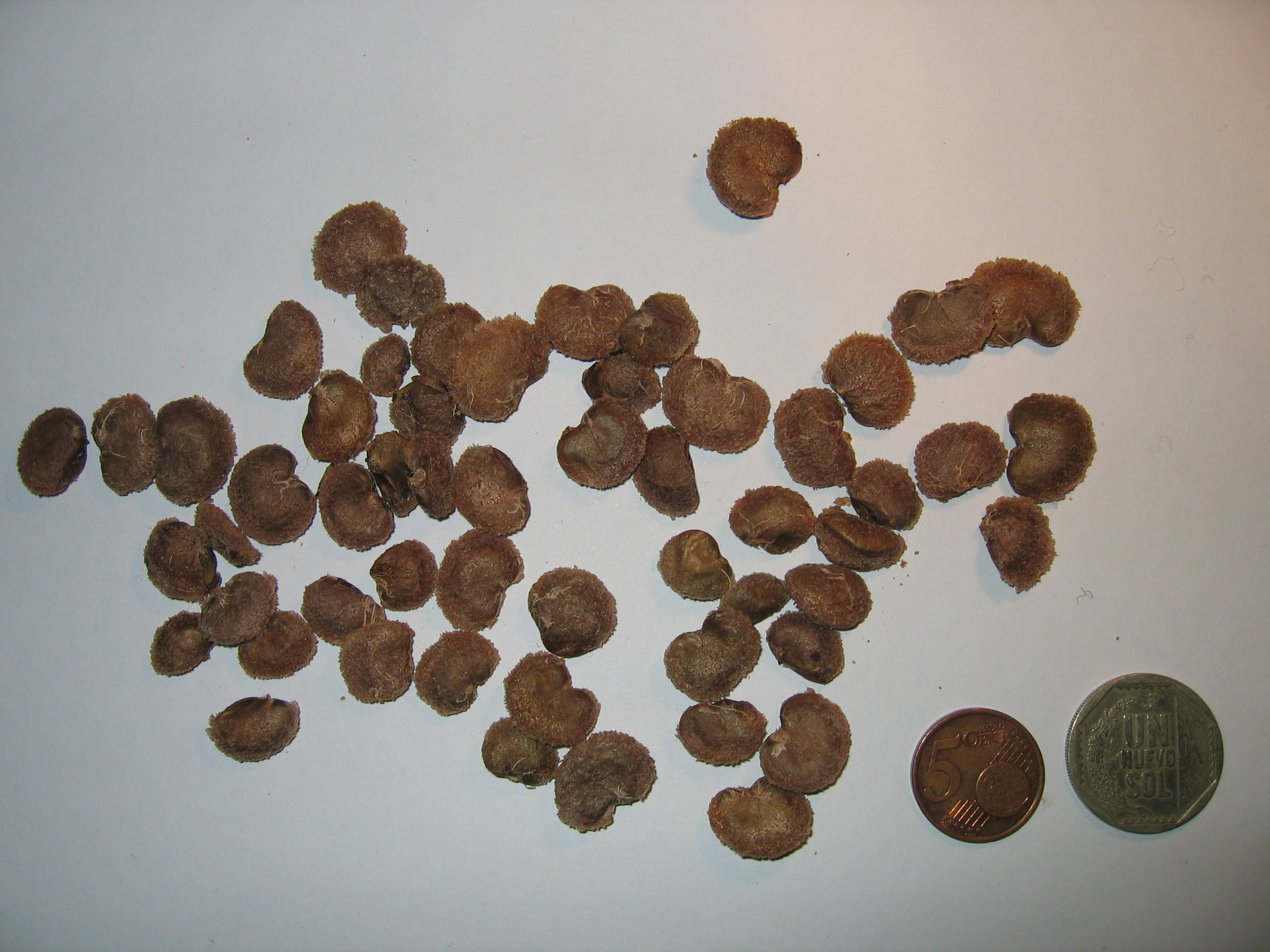
Wysuszone nasiona camu camu